# Indústria del sexe

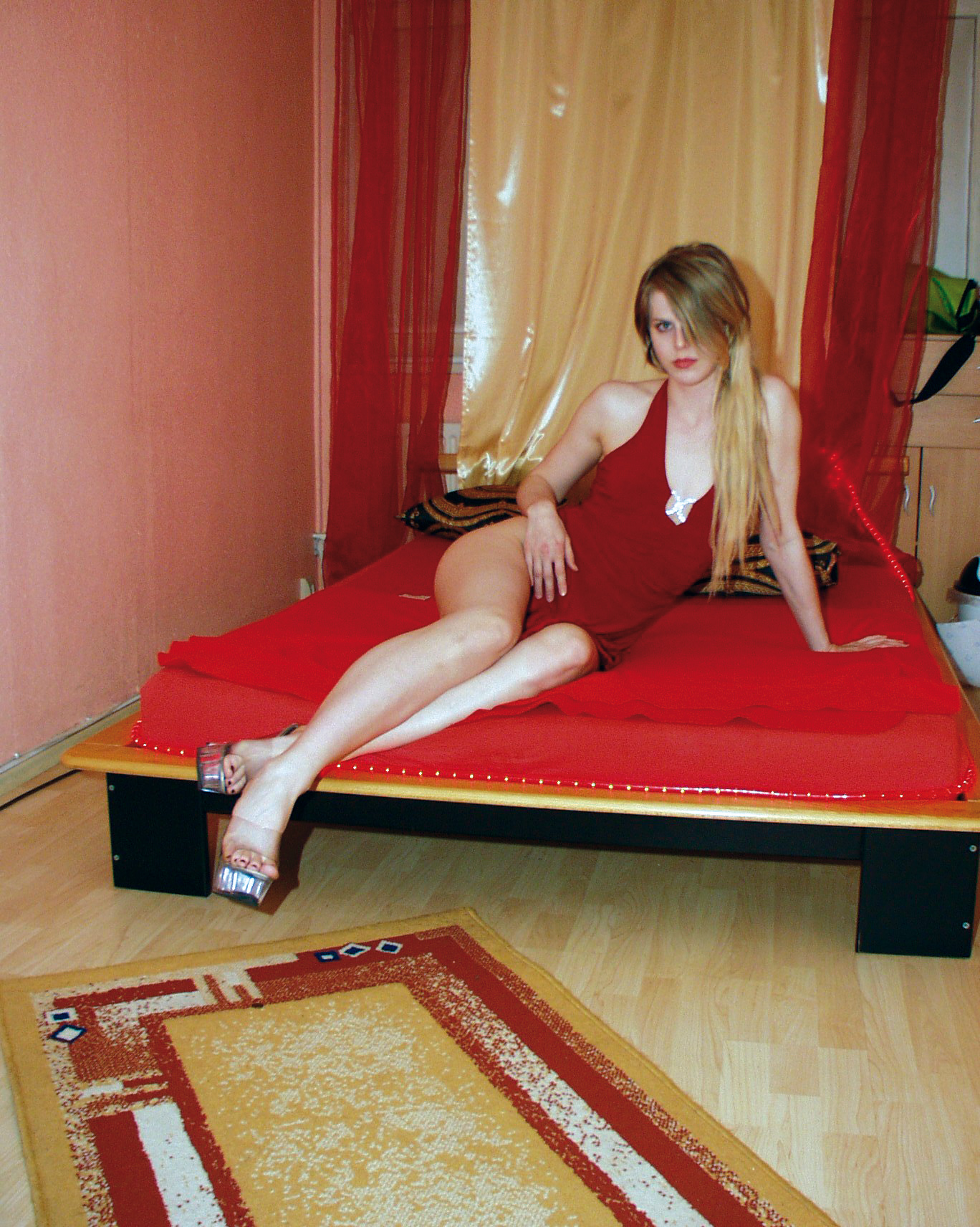
Una treballadora sexual a Alemanya

La indústria del sexe  és el terme donat a la indústria comercial de les empreses que donen feina a treballadors sexuals en diversos gèneres, en general relacionats amb el que es descriu com tot "entreteniment per a adults" que inclogui erotisme, rep aquest nom pel fet que comprèn una sèrie de formes d'entreteniment relacionats amb el sexe, no es considera adequat per als menors d'edat, fins al punt que en la majoria de països està prohibit per llei l'accés als menors.

## La prostitució
La prostitució és un component principal de la indústria sexual i pot tenir lloc en un prostíbul, en un establiment proporcionat per la prostituta, a l'habitació d'un hotel del client, en un cotxe aparcat o al carrer. Sovint això s'organitza a través d’un proxeneta o d’una agència d’escorta. La prostitució implica una prostituta o treballadora sexual que proporciona serveis sexuals comercials a un client. En alguns casos, la prostituta té la llibertat de determinar si participarà en un tipus particular d’activitat sexual, però la prostitució forçosa i l'esclavitud sexual existeixen en alguns llocs del món. Les raons per les quals una persona pot entrar en la prostitució són diverses. Les feministes socialistes i radicals han citat la pobresa, els processos capitalistes opressius i les societats patriarcals que marginen les persones basades en la raça i la classe com a motius de la presència continuada de la prostitució, ja que tots aquests aspectes treballen junts per mantenir l’opressió. Altres motius són el desplaçament a causa de conflictes i guerres. El racisme institucionalitzat als Estats Units s'ha citat com a motiu de la prevalença de treballadores sexuals que són negres o d'altres persones de color, ja que això condueix a la desigualtat i a la manca d'accés als recursos.
La legalitat de la prostitució i les activitats associades (sol·licituds, bordells, contractació) varien segons la jurisdicció. Tot i així, fins i tot quan és il·legal, normalment existeix un negoci subterrani pròsper a causa de l’alta demanda i dels alts ingressos que poden obtenir els proxenetes, els propietaris de bordells, les agències d’escorta i els traficants.
Un prostíbul és un establiment comercial on les persones poden participar en activitats sexuals amb una prostituta, encara que per raons legals o culturals es poden descriure a si mateixos com a sales de massatges, bars, clubs de tires o per alguna altra descripció. El treball sexual en un prostíbul es considera més segur que la prostitució al carrer.
La prostitució i el funcionament de bordells són legals en alguns països, però il·legals en altres. Per exemple, hi ha prostíbuls legals a Nevada, EUA, a causa de la legalització de la prostitució en algunes zones de l'estat. Als països on la prostitució i els prostíbuls són legals, els prostíbuls poden estar sotmesos a moltes i diverses restriccions. La prostitució forçosa sol ser il·legal, així com la prostitució per o amb menors, tot i que l'edat pot variar. Alguns països prohibeixen actes sexuals particulars. En alguns països, els bordells estan sotmesos a estrictes restriccions de planificació i, en alguns casos, es limiten als districtes de llum vermella designats. Alguns països prohibeixen o regulen la manera com els bordells anuncien els seus serveis o poden prohibir la venda o el consum d’alcohol al local. En alguns països on operar un bordell és legal, alguns operadors de bordells poden optar per operar il·legalment.
Alguns homes i dones poden viatjar fora de casa per relacionar-se amb prostitutes locals, en una pràctica anomenada turisme sexual, tot i que el patró de destinació tendeix a diferir entre ells. El turisme sexual masculí pot crear o augmentar la demanda de serveis sexuals als països d’acollida, mentre que el turisme sexual femení tendeix a no utilitzar les instal·lacions sexuals existents. Igual que el turisme en general, el turisme sexual pot contribuir significativament a les economies locals, especialment als centres urbans populars. El turisme sexual pot sorgir com a resultat de les estrictes lleis contra la prostitució al país d'origen d'un turista, però pot crear problemes socials al país d'acollida.

### Prostitució a Àsia
La prostitució és extremadament freqüent a Àsia, particularment a països del sud-est asiàtic com Indonèsia, Malàisia, Filipines i Tailàndia. A causa de la inestabilitat econòmica de llarga data en moltes d’aquestes nacions, un nombre creixent de dones s'ha vist obligat a recórrer a la indústria del sexe per treballar. Segons Lin Lim, funcionari de l'Organització Internacional del Treball que va dirigir un estudi sobre la prostitució al sud-est asiàtic, "és molt probable que les dones que perden la feina als sectors manufacturers i d'altres serveis i les famílies dels quals depenguin de les seves remeses puguin ser conduïdes a entrar sector sexual ". En conseqüència, la indústria del sexe d’aquests països s'ha convertit en el seu sector comercial dominant. Per contra, la indústria del sexe a la Xina ha revifat gràcies al recent èxit econòmic de la nació. Les polítiques econòmiques liberals de la nació a principis dels anys vuitanta s'han atribuït la revitalització de la indústria del sexe, ja que les comunitats rurals s'estenen ràpidament a centres urbans molt desenvolupats.
Un exemple típic d'això es pot trobar a la ciutat de Dalian. La ciutat va ser declarada zona econòmica especial el 1984; al segle XXI, el que havia estat una petita comunitat pesquera, va desenvolupar un sector comercial avançat i una indústria del sexe corresponent. Una gran part dels treballadors sexuals de la Xina són immigrants d'altres països asiàtics, com Corea i el Japó. Malgrat aquestes circumstàncies, la majoria de països asiàtics no tenen polítiques sòlides en matèria de prostitució. Els seus governs es troben desafiats en aquest sentit a causa dels diferents contextos que envolten la prostitució, des del treball voluntari i financerament beneficiós fins a l'esclavitud virtual. El creixent protagonisme econòmic de la Xina i el Japó han convertit aquestes qüestions en una preocupació mundial. Com a resultat de les laxes polítiques del sud-est asiàtic en matèria de prostitució, la regió també s'ha convertit en un bressol per al turisme sexual, amb una part important dels clients d'aquesta indústria nord-americans o europeus.

## Pornografia

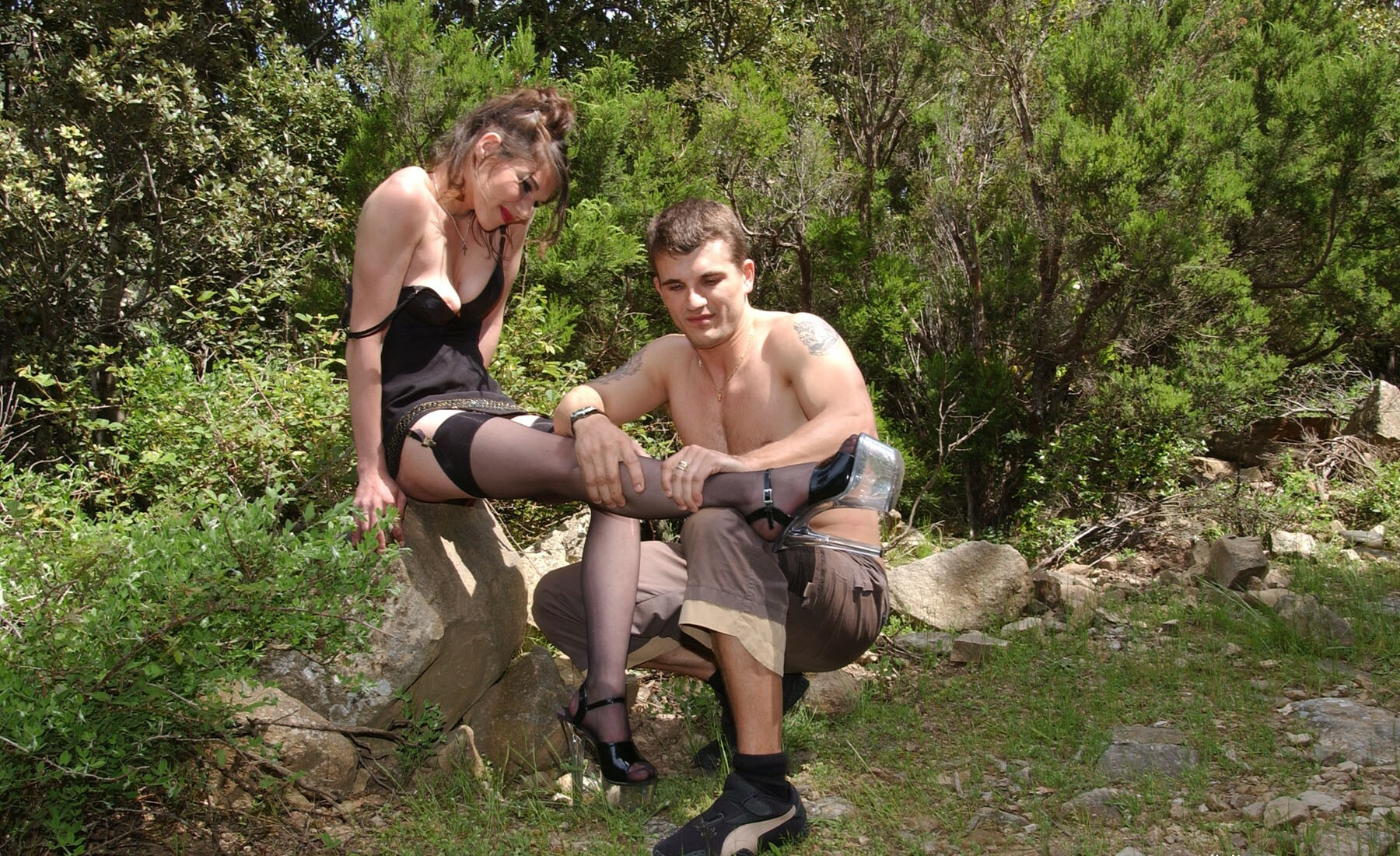
Dos actors porno que es preparen per rodar una escena per a una pel·lícula per a adults.

La pornografia és la explícita representació de matèria sexual a efecte de l'excitació sexual i satisfacció eròtica. Un model pornogràfic posa per a fotografies pornogràfiques. Un actor o estrella porno actua en pel·lícules pornogràfiques. En els casos en què només hi hagi habilitats dramàtiques limitades, es pot anomenar model pornogràfic a un intèrpret de pel·lícules pornogràfiques. La pornografia es pot proporcionar al consumidor en diversos suports, des de llibres, revistes, postals, fotos, escultura, dibuix, pintura, animació, enregistrament de so, pel·lícules, vídeos o videojocs.
Els primers ordinadors domèstics capaços de comunicar-se en xarxa van provocar l'arribada de serveis en línia per a adults a finals dels anys vuitanta i principis dels noranta. Els primers dies de gran obertura de la World Wide Web ràpidament es van convertir en un boom de punt com, alimentat en part per un increïble augment global de la demanda i el consum de pornografia i eròtica. Cap al 2009, els ingressos de la indústria porno nord-americana de 10 a 15 dòlars mil milions a l'any era més que els ingressos combinats d'esports professionals i música en viu combinats i aproximadament a la parella o per sobre dels ingressos de taquilla de Hollywood.
Hi ha proves mixtes sobre l’impacte social de la pornografia. Algunes idees provenen de metaanàlisi que sintetitzen dades d’investigacions anteriors. Una metaanàlisi del 2015 va indicar que el consum de pornografia està correlacionat amb l'agressió sexual. Tanmateix, es desconeix si la pornografia promou, redueix o no té cap efecte sobre l'agressió sexual a nivell individual, perquè aquesta correlació pot no ser causal. De fet, contràriament a la intuïció, s'ha descobert que la pornografia redueix l’agressió sexual en l'àmbit social. Una revisió del 2009 va afirmar que totes les investigacions científiques sobre l’augment de la disponibilitat de pornografia no mostren cap canvi ni una disminució del nivell d’ofenses sexuals. La metanàlisi del 2017 va abordar la qüestió de si el consum de pornografia afecta la felicitat dels consumidors. Es va concloure que els homes que consumeixen pornografia estan menys satisfets amb algunes àrees de la seva vida, però el consum de pornografia no fa una diferència significativa en altres àrees ni en la vida de les dones. A més, una mostra d’americans va revelar el 2017 que aquells que havien vist pornografia eren més propensos a experimentar la ruptura de la relació romàntica que els seus homòlegs que no veien pornografia i que l'efecte era més acusat amb els homes.

## Altres participants
La indústria del sexe dona feina a milions de persones a tot el món, principalment dones. Aquests van des del treballador sexual, també anomenat proveïdor de serveis per a adults (ASP) o proveïdor de sexe per a adults, que proporciona serveis sexuals, a una multitud de personal de suport. Els treballadors del sexe poden ser prostitutes, noies trucades, actors de pel·lícules pornogràfiques, models pornogràfics, intèrprets d'actuacions sexuals , ballarins eròtics , ballarines de strip -tease, bikini baristes, operadors sexuals telefònics, operadors de cibersexe , massatges eròtics o estrelles porno amateur per a sessions i vídeos de sexe en línia.
Altres membres de la indústria del sexe són les hostesses que treballen a molts bars de la Xina. Aquestes hostesses són dones que són contractades per homes per seure amb elles i proporcionar-los companyia, cosa que implica beure i conversar, mentre els homes coqueteixen i fan comentaris sexuals. Algunes d'aquestes hostesses també ofereixen serveis sexuals en llocs fora del lloc als homes que les contracten. Tot i que això no ho fa totes les dones que treballen com a hostessa als bars de la Xina, totes les hostesses solen ser etiquetades com a "dones grises". Això significa que, tot i que no es consideren prostitutes, no es consideren parelles de matrimoni adequades per a molts homes. Altres dones incloses a la categoria de "dones grises" són les mestresses permanents o "segones esposes" que tenen molts empresaris xinesos.
El govern xinès fa esforços per mantenir secret el fet que moltes d’aquestes hostesses també són prostitutes i constitueixen una part important de la indústria sexual. No volen que la imatge de la Xina a la resta del món es pugui embrutar. A les hostesses se’ls dona un grau important de llibertat per triar si volen o no atendre sexualment un client, tot i que de vegades la negativa provoca conflictes. Altres especialistes de la indústria en general inclouen cortesanes i dominatrixes, que esperen guanyar més especialitzant-se en aquests nínxols de mercat.